# 대한민국 헌법 제112조
대한민국 헌법 제112조는 대한민국 헌법의 조항으로, 총 3항으로 되어있다.

## 조항
①헌법재판소 재판관의 임기는 6년으로 하며, 법률이 정하는 바에 의하여 연임할 수 있다.

②헌법재판소 재판관은 정당에 가입하거나 정치에 관여할 수 없다.

③헌법재판소 재판관은 탄핵 또는 금고이상의 형의 선고에 의하지 아니하고는 파면되지 아니한다.